# Joseph Lörks
Joseph Lörks (Kalkar, 24 marzo 1876 – 17 marzo 1943) è stato un vescovo cattolico e missionario tedesco.

## Biografia
Josef Lörks nacque nel distretto Hanselaer di Kalkar il 24 marzo 1876 ed era figlio di Heinrich e Wilhelmine Lörks. Crebbe nella fattoria di famiglia.

### Formazione e ministero sacerdotale
Frequentò la scuola parrocchiale di Kalkar. Il 22 aprile 1892 padre Arnold Janssen lo ammise alla scuola della missione di Casa San Michele a Steyl. Compì gli studi filosofici e teologici nella Casa delle Missioni "San Gabriele" a Mödling, vicino a Vienna. Emise i primi voti nel 1897 e quelli perpetui il 1º ottobre 1899.
Il 18 gennaio 1900 fu ordinato presbitero. Nello stesso anno venne destinato al servizio missionario nella Nuova Guinea tedesca. Il 12 agosto 1900 a Steyl ebbe luogo la festa d'addio dei nuovi missionari e il 18 settembre Josef Lörks e Franz Padberg si imbarcarono su un piroscafo a Genova e partirono alla volta della Nuova Guinea.
La parte nord-orientale dell'isola a quel tempo era una colonia dell'Impero tedesco ed era chiamata Terra dell'Imperatore Guglielmo. Oltre al lavoro spirituale, Lörks lavorò anche nell'agricoltura e condusse temporaneamente una piantagione di cocco a Wewak. Nel suo lavoro nella missione, Lörks riconobbe il valore delle navi come mezzo di trasporto. Durante un soggiorno ad Amburgo studiò per ottenere il brevetto di capitano. In seguito guidò la nave di missione "St. Gabriel" lungo la costa e i fiumi della colonia per portare rifornimenti alle isole e alle stazioni di missione. Grazie alla sua esperienza, Lörks progettò una nuova nave della missione che fu costruita a Sydney. Nel 1930 entrò in servizio e venne battezzata Stella Maris. Padre Lörks non solo era un missionario pratico, ma era anche il procuratore, il capitano e il direttore delle piantagioni della missione.
Il 19 giugno 1928 papa Pio XI lo nominò prefetto apostolico della Nuova Guinea Centrale.

### Ministero episcopale
Il 22 agosto 1931 papa Pio XI elevò la prefettura apostolica a vicariato apostolico e lo nominò amministratore apostolico.
Il 23 maggio 1933 papa Pio XI lo nominò vicario apostolico della Nuova Guinea Centrale e vescovo titolare di Medeli. Ricevette l'ordinazione episcopale il 17 dicembre successivo nella chiesa della missione "Sant'Agostino" vicino a Bonn dal cardinale Karl Joseph Schulte, arcivescovo metropolita di Colonia, co-consacranti il vescovo di Osnabrück Hermann Wilhelm Berning e quello di Münster Clemens August von Galen.
Lörks contribuì attivamente al lavoro missionario e ricevette un'alta considerazione dalla popolazione nativa.

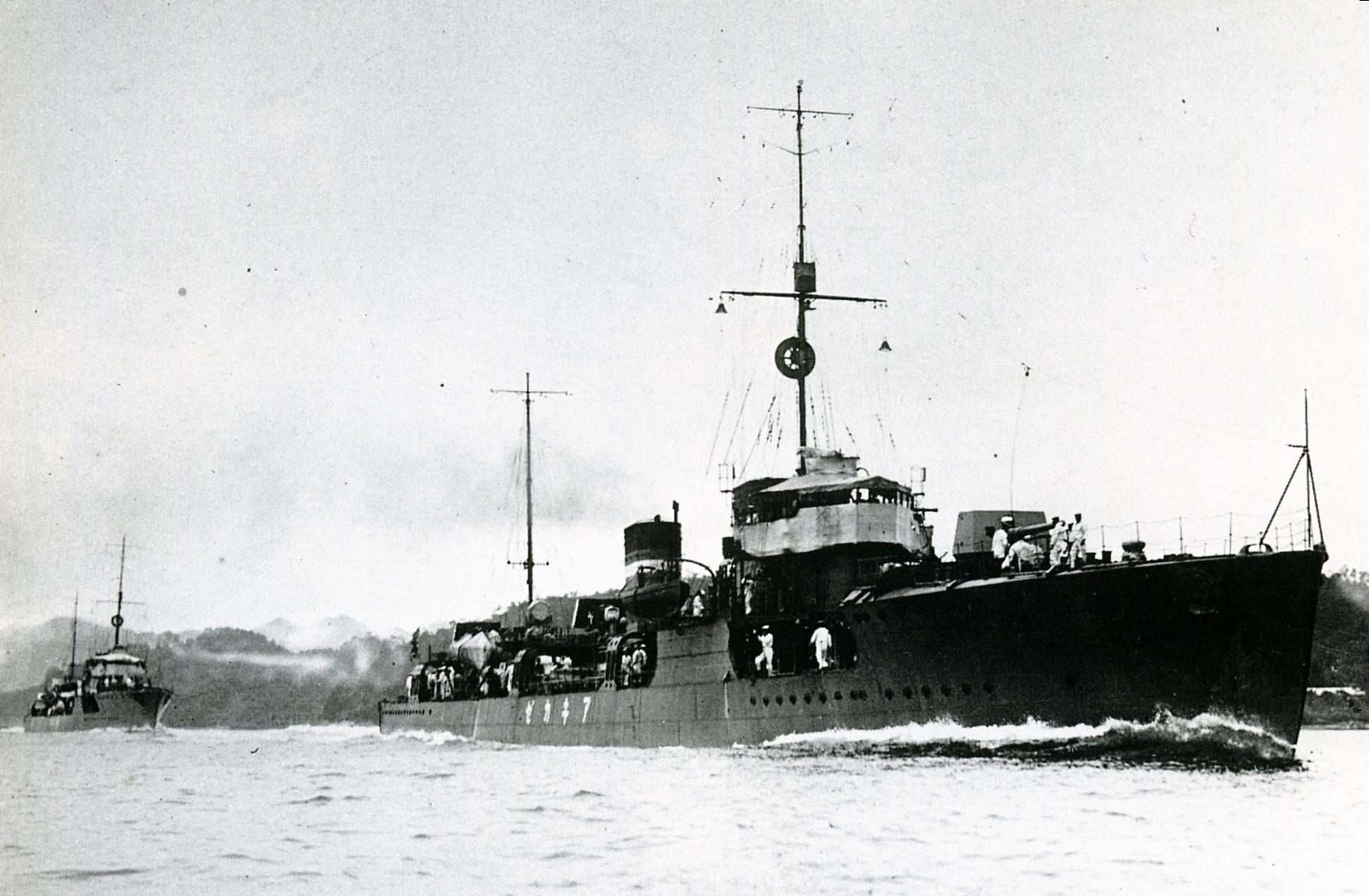
L'incrociatore giapponese Akizake.

Alla fine del 1942 le forze giapponesi sbarcarono in Nuova Guinea e a Wewak. I soldati giapponesi erano profondamente sospettosi nei confronti dei missionari occidentali e li interrogarono, ferendo Lörks con una baionetta. Il lavoro missionario fu ulteriormente ostacolato in quanto la casa di missione era in posizione strategica in cima a una collina e gli ufficiali giapponesi la sequestrarono. La sfiducia giapponese era basata sul sospetto che i missionari fossero segretamente spie delle forze americane. La sfiducia e il sospetto si intensificarono dopo la battaglia del Mare di Bismarck del marzo del 1943, che fu una disastrosa sconfitta del Giappone.
Poco tempo dopo, un collega del vescovo Lörks, che aveva segretamente fornito ai prigionieri americani indumenti e cibo, fu tradito dalla gente del posto. In risposta, due preti furono immediatamente fucilati. Tutti gli altri dipendenti, incluso Lörks, furono portati a bordo del cacciatorpediniere giapponese Akikaze con il pretesto di essere deportati nei loro paesi d'origine. Da Manus altri missionari protestanti furono trasferiti nel bastimento. Il 17 marzo, fu ordinato al capitano del cacciatorpediniere di giustiziare tutti i missionari mediante fucilazione. Josef Lörks fu il primo ad essere giustiziato. In seguito i corpi furono gettati in mare.
Le esecuzioni, inizialmente camuffate, furono scoperte nel 1946, durante altre indagini sui crimini di guerra. Non ebbe mai luogo un processo.
Anche un altro vescovo tedesco, Franziskus Wolf, morì tragicamente durante la prigionia giapponese.

## Eredità
La Chiesa cattolica ha incluso il vescovo Joseph Lörks tra i testimoni della fede nel martirologio tedesco del XX secolo.
La scuola elementare cattolica di Kalkar porta il nome "Josef-Lörks-Schule" dal 1960.

## Genealogia episcopale
La genealogia episcopale è:
- Cardinale Scipione Rebiba
- Cardinale Giulio Antonio Santori
- Cardinale Girolamo Bernerio, O.P.
- Arcivescovo Galeazzo Sanvitale
- Cardinale Ludovico Ludovisi
- Cardinale Luigi Caetani
- Cardinale Ulderico Carpegna
- Cardinale Paluzzo Paluzzi Altieri degli Albertoni
- Papa Benedetto XIII
- Papa Benedetto XIV
- Papa Clemente XIII
- Cardinale Giovanni Carlo Boschi
- Cardinale Bartolomeo Pacca
- Cardinale Francesco Serra Cassano
- Arcivescovo Joseph Maria Johann Nepomuk von Fraunberg
- Cardinale Johannes von Geissel
- Vescovo Eduard Jakob Wedekin
- Cardinale Paul Ludolf Melchers, S.I.
- Cardinale Philipp Krementz
- Cardinale Anton Hubert Fischer
- Cardinale Karl Joseph Schulte
- Vescovo Joseph Lörks, S.V.D.